# Total War: Arena
Total War: ARENA — багатокористувацька free-to-play онлайн-гра для Windows, що розроблялася компанією Creative Assembly в історичному сетингу воєн періоду античності.
Є частиною серії стратегічних відеоігор Total War, але, на відміну від інших ігор серії, не має режиму глобальної покрокової стратегії — тільки безпосередньо битви — і розрахована на мультиплеєрну гру. Дизайнер серії Ерік Рассел порівнював Total War: ARENA з іграми в жанрі MOBA.
Концепція гри базується на командних битвах воїнів Стародавньої Греції, Стародавнього Риму, Стародавнього Сходу, Карфагена і варварських племен у форматі 10 на 10 гравців; при цьому кожному з учасників бою доступні для управління три загони — до ста воїнів у кожному.

## Розробка
У листопаді 2016 року компанії Wargaming, SEGA і Creative Assembly заявили про те, що гра Total War: ARENA буде видаватися по всьому світу під брендом Wargaming Alliance — новим видавничим підрозділом Wargaming.
1 вересня 2017 року почалося закрите бета-тестування на базі серверів Wargaming.
2 лютого 2018 року о 15:00 почалося відкрите бета-тестування, яке закінчилося через 10 днів, 12 лютого, в 13:00. 5 березня знову стартувало відкрите бета-тестування.
У листопаді 2018 було оголошено, що проєкт буде закритий 22 лютого 2019 року.
Проєкт закритий 22 лютого 2019 року.